# Notocacteae
Notocacteae es una tribu de plantas fanerógama de la familia Cactaceae en la subfamilia Cactoideae. 

## Descripción

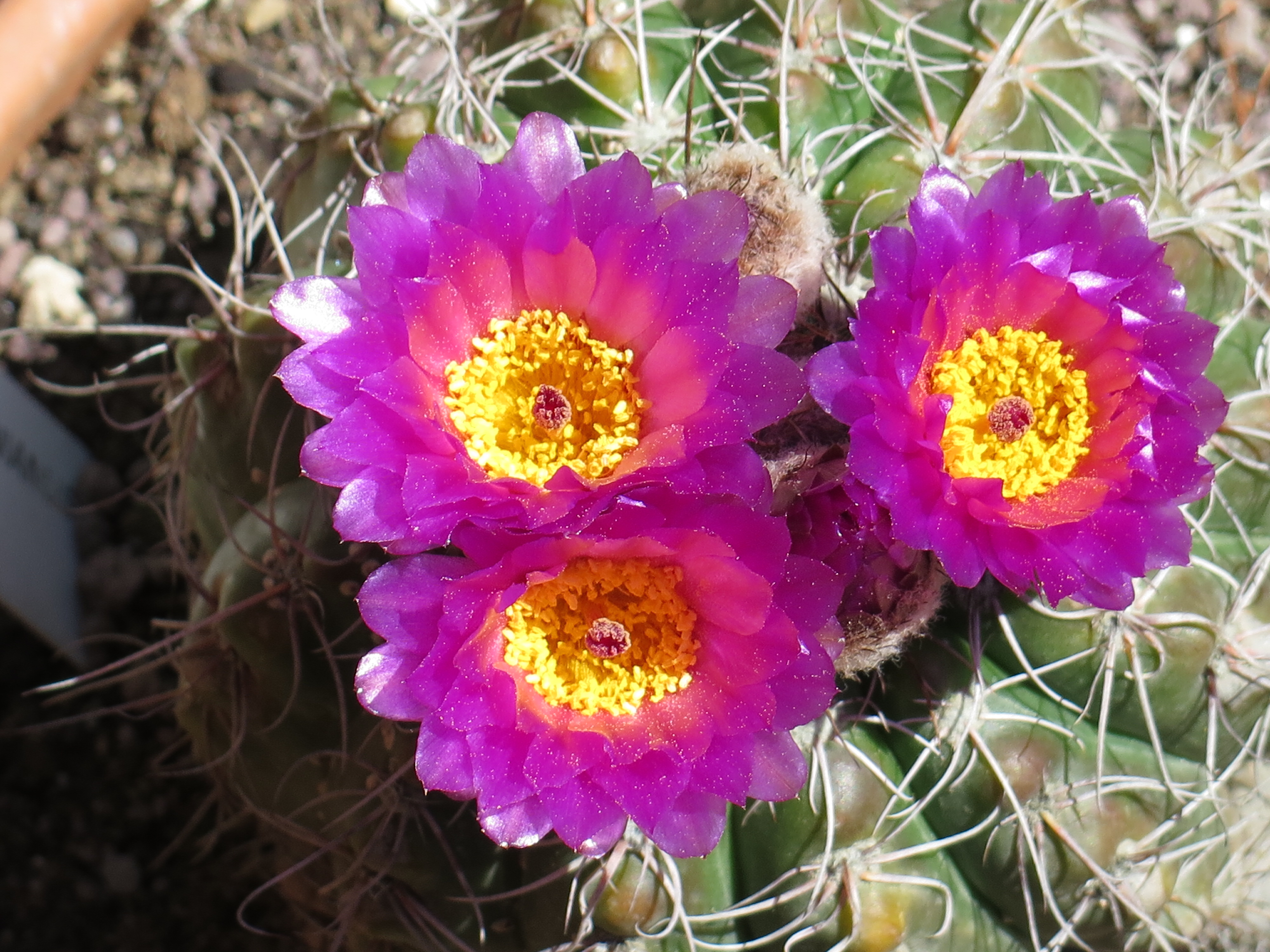
Notocactus uebelmannianus

Notocacteae son plantas que crecen solitarias, rara vez ramificadas o arbustos, no segmentados y por lo general globulares. Las flores son diurnas, de pequeñas a medianas y en los vértices de las plantas. Las areolas tienen cerdas o pelos minúsculos. Los frutos, bayas raras ocasiones, puede ser dehiscente o no dehiscentes.

## Distribución
Estas plantas son nativas de la zona sur de América Latina.

## Géneros
Tiene los siguientes géneros. 
- Austrocactus - Blossfeldia - Cintia - Copiapoa - Eriosyce - Eulychnia - Frailea - Neowerdermannia - Parodia